# Universo ai raggi X
Universo ai raggi X (Strip the Cosmos) è un programma televisivo documentaristico statunitense del 2014, che va in onda dal 12 novembre 2014 negli Stati Uniti su Science Channel. In Italia, va in onda su Focus. Alcune stagioni sono disponibili in streaming su Mediaset Infinity.

## Trama
Il documentario si basa sul concetto di un altro documentario, Città ai raggi X, che usava il 3D per rivelare tutto ciò che si trovava sotto ad alcune città e lo applica all'universo nel suo insieme. Il documentario esamina strati di oggetti come stelle, pianeti, lune, comete e buchi neri per rivelarne il vero strato interno e fare una riflessione sulla loro origine e su come funzionano, con anche commenti da parte di esperti in astronomia e astrofisica.

## Episodi
| Stagione | Episodi | Prima TV USA |
| -------- | ------- | ------------ |
| 1        | 6       | 2014         |
| 2        | 6       | 2017         |
| 3        | 10      | 2018         |
| 4        | 8       | 2020         |

### Stagione 1 (2014)
| n° | Titolo originale          | Titolo italiano     | Prima TV USA     |
| -- | ------------------------- | ------------------- | ---------------- |
| 1  | Secrets of the Black Hole | I buchi neri        | 12 novembre 2014 |
| 2  | Inside the Sun            | Il sole             | 19 novembre 2014 |
| 3  | Killer Asteroids          | Asteroidi assassini | 26 novembre 2014 |
| 4  | Expedition Mars           | Spedizione marte    | 3 dicembre 2014  |
| 5  | Alien Worlds              | Mondi alieni        | 10 dicembre 2014 |
| 6  | Hunting a Comet           | Le comete           | 17 dicembre 2014 |

### Stagione 2 (2017)
| n° | Titolo originale                          | Titolo italiano              | Prima TV USA   |
| -- | ----------------------------------------- | ---------------------------- | -------------- |
| 1  | Supermassive Black Holes                  | I buchi neri                 | 22 marzo 2017  |
| 2  | Extreme Stars                             | Stelle estreme               | 29 marzo 2017  |
| 3  | Hunt for the Big Bang                     | Il Big Bang                  | 5 aprile 2017  |
| 4  | Jupiter: The Sun's Secret Twin            | Giove, il gigante            | 12 aprile 2017 |
| 5  | Mystery of the Hidden Universe            | Il lato oscuro dell'universo | 19 aprile 2017 |
| 6  | Solar System: Hunt for the Missing Planet | Il sistema solare            | 26 aprile 2017 |

### Stagione 3 (2019)
| n° | Titolo originale                   | Titolo italiano                   | Prima TV USA     |
| -- | ---------------------------------- | --------------------------------- | ---------------- |
| 1  | Mystery of the Alien Asteroid      | Asteroide alieno                  | 22 ottobre 2018  |
| 2  | Hunt for the Missing Black Holes   | I buchi neri                      | 29 ottobre 2018  |
| 3  | The Moon's Dark Secret             | Il segreto della luna             | 5 novembre 2018  |
| 4  | Inside Saturn's Rings              | Gli anelli di saturno             | 12 novembre 2018 |
| 5  | Secret History of the Solar System | Storia segreta del sistema solare | 19 novembre 2018 |
| 6  | Inside Mega Space Storms           | Mega tempeste                     | 26 novembre 2018 |
| 7  | Secrets of the Alien Megastructure | Mega struttura aliena             | 3 dicembre 2018  |
| 8  | Hunt for the Missing Moons         | Lune perdute                      | 10 dicembre 2018 |
| 9  | Pluto's Strange Secrets Revealed   | I segreti di Plutone              | 17 dicembre 2018 |
| 10 | Hunting the Holographic Universe   | Universo olografico               | 24 dicembre 2018 |

### Stagione 4 (2020)
| n° | Titolo originale                     | Titolo italiano                                | Prima TV USA     |
| -- | ------------------------------------ | ---------------------------------------------- | ---------------- |
| 1  | Mission to Mars                      | Missione su Marte                              | 28 ottobre 2020  |
| 2  | Hunting White Holes                  | Alla ricerca dei buchi bianchi                 | 28 ottobre 2020  |
| 3  | Life and Death of the Milky Way      | La vita e morte della Via Lattea               | 4 novembre 2020  |
| 4  | Jupiter: Secrets of the Solar System | Giove: I secreti del sistema solare            | 4 novembre 2020  |
| 5  | Secrets of the Asteroids             | I segreti degli asteroidi                      | 11 novembre 2020 |
| 6  | Inside Space's Great Wall            | Dentro la grande muraglia dello spazio         | 11 novembre 2020 |
| 7  | Mystery of the Dead Planets          | Il mistero dei pianeti morti                   | 18 novembre 2020 |
| 8  | Mystery of the Giant Ice Planets     | Il mistero dei giganteschi pianeti di ghiaccio | 18 novembre 2020 |

Ci sono 3 episodi che si chiamano in italiano I buchi neri. 